# مقاطعة حنجلول
مقاطعة حنجلول هي مقاطعة بمحافظة سناج شمال الصومال. 